# Repressão 709
A Repressão 709 ('Incidente de prisão em massa de advogados de direitos civis na China 709' ou 709案 'Caso 709' para abreviar) foi uma repressão nacional contra advogados e ativistas de direitos humanos chineses instigada durante o verão de 2015. É conhecida como a "repressão 709", pois começou em 9 de julho de 2015. 
Yaqiu Wang, da ONG de direitos humanos Human Rights Watch, comentou que "a repressão do 709 foi um golpe terrível no movimento de defesa dos direitos da China, que se contraiu significativamente quando os advogados de direitos foram presos, expulsos ou colocados sob vigilância". 

## Alvos
Mais de 300 pessoas foram detidas como parte da repressão de 2015.  Algumas das pessoas notáveis afetadas estão listadas abaixo.
- Li Heping, ex-advogado de direitos humanos que foi sequestrado em 2015. Ele foi então condenado a prisão suspensa em abril de 2017, [4] e libertado em maio de 2017. [5]
- Wang Quanzhang, preso em agosto de 2015, foi julgado de dezembro de 2018 a janeiro de 2019, condenado a 4,5 anos de prisão por subversão do poder do Estado, [6] e libertado da prisão em 4 de abril de 2020. Transferido pelas autoridades para sua antiga residência em Jinan para um período de isolamento COVID-19 de duas semanas; sua esposa acredita que o governo usou a epidemia como desculpa para mantê-lo em prisão domiciliar. [7]
- Wang Yu, advogado acusado de incitar a subversão do poder do Estado, mas foi libertado sob fiança em 2016.
- Wu Gan, ativista de direitos humanos conhecido como o "Super Açougueiro Vulgar", que foi condenado a oito anos em dezembro de 2017.
- Xiang Li, ativista proibido de deixar a China durante a repressão, mas que foi contrabandeado da China para a Tailândia em janeiro de 2018.